# Wakkaboungo Foulbe
Wakkaboungo Foulbe (ou Wakaboungo Foulbe, Wakabongou II, Ouka Bongou II) est une localité du Cameroun située dans l'arrondissement de Bogo, le département du Diamaré et la région de l’Extrême-Nord. Elle fait partie du lawanat de Wouro Messere.

## Population
En 1975, la localité comptait 81 habitants, des Peuls.
Lors du recensement de 2005, on y a dénombré 163 personnes.